# باري إي. دوفال
باري إي. دوفال هو سياسي أمريكي، ولد في 7 أغسطس 1959 في نيوبورت نيوز في الولايات المتحدة. نشط حزبياً في الحزب الجمهوري.